# Anthony Red Rose
Anthony Red Rose, pseudonimo di Anthony Cameron (Kingston, 19 dicembre 1962), è un cantautore reggae giamaicano.
Anthony Red Rose fu uno tra i cantanti più rappresentativi dell'era early ragga, ovvero la prima ondata di dancehall reggae digitale (o raggamuffin), stile che dominò la scena reggae nella seconda metà degli anni ottanta. Il suo stile vocale rientrava nei canoni Waterhouse style, molto comune tra i principali esponenti del early ragga come Tenor Saw, Nitty Gritty e King Kong. 

## Biografia
Anthony Cameron nacque 19 dicembre 1962 a Kingston in Giamaica. All'inizio della sua carriera, l'artista esordì con il nome di Tony Rose, ma cambiò pseudonimo poco dopo per evitare confusione con Michael Rose, altro celebre cantante che all'epoca si presentava con lo stesso nome. L'ascesa di Anthony Red Rose iniziò nel 1985, quando pubblicò la prima hit sotto la produzione di King Tubby. Il suo celebre brano "Tempo" era cantato sul riddim di "Stalag", popolarizzato poco tempo prima da Tenor Saw con "Fever", quasi identica alla versione di Red Rose. "Tempo" fu seguita da "Under Mi Fat Thing", cantata sul celebre "Sleng Teng" riddim su cui incisero numerosissimi artisti ragga contemporanei. Altre hit degne di nota pubblicate da Red Rose in questo periodo furono "Reminisce", "Vanity Rush", "Babylon Be Still" e "Not Ready For My Loving". Pur essendo riconosciuto come uno tra i più emblematici cantanti dell'epoca early ragga, in questo periodo Red Rose pubblicò un solo album in studio effettivo, Red Rose Will Make You Dance, edito per la Firehouse nel 1986 e prodotto da King Tubby. Durante lo stesso anno vennero pubblicati anche due split album, Frontline con Papa San, e Two Big Bull In A One Pen con King Kong. Escludendo i vari singoli, queste furono le uniche pubblicazioni discografiche del cantante negli anni ottanta. Dovranno passare otto anni prima che Red Rose pubblichi un nuovo album, Family Man (1994). In concomitanza con la nuova pubblicazione vennero estratte alcune hit di successo come "Gun Talk", "You A Mi Heart", "Ragga Reggae", "Never Get", "Rumours" e "Red Alert". Con l'esplosione della musica jungle, la hit di Red Rose "Tempo" venne riproposta in questo nuovo stile ritrovando una nuova popolarità. In parallelo alla carriera di cantante, Red Rose avviò l'attività di produttore con la collaborazione di Anthony Malvo. La coppia produsse alcune hit per svariati artisti dancehall/ragga rinomati come "Name Brand" di Beenie Man, "Sweet Heart" di Red Dragon e "Quarter To Twelve" di Simpleton.

## Discografia

### Album in studio
- 1986 - Red Rose Will Make You Dance
- 1994 - Family Man
- 2003 - Good Friends Better Than Pocket Money
- 2008 - My Name Is Red Rose
- 2014 - The Hardest

### Split album
- 1986 - Frontline: Papa San Meets Anthony Red Rose (con Papa San)
- 1986 - King Tubbys Presents Two Big Bull In A One Pen (con King Kong)